# Andes Líneas Aéreas
Andes Líneas Aéreas è una compagnia aerea argentina con sede a Buenos Aires. Opera servizi regionali, nonché voli charter verso destinazioni turistiche in Argentina e Brasile per conto di tour operator locali. La sua base principale è l'aeroparque Jorge Newbery.

## Storia
Andes Líneas Aéreas ha iniziato ad operare il 20 giugno 2006 con i servizi tra Salta e Buenos Aires. Fin dai suoi inizi, la compagnia è stata uno dei principali fornitori di voli charter in Argentina, coprendo destinazioni locali così come destinazioni in Brasile e nei Caraibi. È stato anche il vettore ufficiale delle principali squadre di calcio argentine come River Plate, Boca Juniors, San Lorenzo, ecc. Dopo Salta, Andes ha aggiunto voli di linea regolari tra Buenos Aires e Puerto Madryn, Jujuy e Cordoba (questi ultimi successivamente sospesi).
A seguito del cambio di governo, e quindi della politica delle compagnie aeree, nel dicembre 2015 in Argentina, Andes ha iniziato ad espandere la propria rete e la propria flotta.
Nel febbraio 2017, Andes ha ricevuto l'autorizzazione formale dall'Autorità per l'aviazione civile argentina (ANAC) per volare verso un gran numero di destinazioni nazionali e internazionali tra cui Rosario, Puerto Iguazu, Bariloche, Comodoro Rivadavia, Puerto Madryn, Ushuaia, El Calafate, San Paolo, Santiago del Cile e Lima, tra gli altri.
Nell'estate del 2017, la compagnia aerea ha inaugurato regolari voli stagionali estivi per Mar del Plata da Buenos Aires. Ha anche riavviato i voli di linea tra Cordoba e Buenos Aires e tra Mendoza e Buenos Aires nel marzo 2017. La compagnia avrebbe dovuto aggiungere voli per Termas de Rio Hondo (in sostituzione di Tucuman mentre i lavori continuavano all'aeroporto) a maggio 2017, così come voli per Iguazu (luglio 2017), Bariloche e Comodoro Rivadavia da Buenos Aires e charter voli per la Repubblica Dominicana da Córdoba, tutti nel 2017. La compagnia ha anche ricevuto il suo primo Boeing 737-800 precedentemente di proprietà di Malaysian Airlines nel maggio 2017.
Il 31 ottobre 2019 la compagnia aerea ha sospeso le operazioni per una decina di giorni, per motivi finanziari.
Il 9 novembre 2019, la compagnia aerea ha ripreso tutti i voli dopo che il governo provinciale di Chubut ha approvato il pagamento di 199 milioni di pesos ARS (3,34 milioni di dollari) che era dovuto alla compagnia aerea.
Dal marzo 2020, ovvero dall'inizio della pandemia di covid-19, Andes Líneas Aéreas non opera più voli e il sito web risulta irraggiungibile, nonostante non ci siano ufficialità sulla sua chiusura. La compagnia ha ripreso a operare voli charter alla fine del 2022.

## Flotta

### Flotta attuale
A giugno 2023 la flotta di Andes Líneas Aéreas è così composta:

### Flotta storica
Nel corso degli anni Andes Líneas Aéreas ha operato con i seguenti modelli di aeromobili: